# Biełyj Gorodok
Biełyj Gorodok – osiedle typu miejskiego w Rosji, w obwodzie twerskim. W 2010 roku liczyło 2432 mieszkańców.